# Comté de Queen Anne
Le comté de Queen Anne (anglais : Queen Anne's County) est un comté de l'État du Maryland aux États-Unis. Il est situé dans l'est de l'État, sur la côte orientale de la baie de Chesapeake. Le comté est nommé en l'honneur d'Anne Ire de Grande-Bretagne. Son siège est à Centreville. Selon le recensement de 2010, sa population est de 47 798 habitants.

## Géographie
Le comté a une superficie de 1 320 km2, dont 964 km2 de terres.

### Géolocalisation
|  | Comté de Kent   |                          |
|  | Comté de        | Comté de Kent (Delaware) |
|  | Comté de Talbot | Comté de Caroline        |

## Personnalités liées au comté
- James W.C. Pennington, abolitionniste américain né dans le Comté en 1807